# Olof-Palme-Preis
Der Olof-Palme-Preis wird seit 1987 vom Olof-Palme-Gedächtnisfond für internationale Verständigung und gemeinsame Sicherheit in Stockholm vergeben, um das Andenken an den schwedischen Politiker Olof Palme zu ehren. Gestiftet wurde der Preis von der Familie Olof Palmes und dem Vorstand der Sozialdemokratischen Partei. Zweck des Fonds ist, durch Stipendien und Zuschüsse die Möglichkeiten junger Menschen zu internationalem Austausch und zu Studien von Frieden und Abrüstung zu fördern, die Arbeit gegen Rassismus und Ausländerfeindlichkeit zu unterstützen sowie auf andere Weise für internationale Verständigung und gemeinsame Sicherheit zu wirken. Der Olof-Palme-Preis wird alljährlich durch den Vorstand des Gedächtnisfonds für eine „besonders hervorragende Leistung“ verliehen und ist mit 100.000 US-Dollar dotiert (Stand 2023).

## Preisträger
- 1987: Cyril Ramaphosa
- 1988: Javier Pérez de Cuéllar
- 1989: Václav Havel
- 1990: Harlem Désir und SOS Racisme
- 1991: Amnesty International
- 1992: Arzu Abdullayeva und Anahit Bayandour
- 1993: Students for Sarajevo
- 1994: Wei Jingsheng
- 1995: Fatah Jugendorganisation, Labour Young Leadership und Schalom Achschaw
- 1996: Casa Alianza unter der Leitung von Bruce Harris
- 1997: Salima Ghezali
- 1998: Die unabhängigen Medien im ehemaligen Jugoslawien – vertreten durch Veran Matić, Senad Pecanin und Victor Ivancic
- 1999: Kurdo Baksi, Björn Fries und Föräldragruppen i Klippan
- 2000: Bryan Stevenson
- 2001: Fazle Hasan Abed
- 2002: Hanan Aschrawi
- 2003: Hans Blix
- 2004: Ljudmila Alexejewa, Sergei Kowaljow und Anna Politkowskaja
- 2005: Aung San Suu Kyi
- 2006: Kofi Annan und Mossaad Mohamed Ali
- 2007: Parvin Ardalan
- 2008: Denis Mukwege
- 2009: Carsten Jensen
- 2010: Eyad al-Sarraj
- 2011: Lydia Cacho, Roberto Saviano[1]
- 2012: Radhia Nasraoui[2]
- 2013: Rosa Taikon, Silberschmiedin und Vorsprecherin der Rechte der Sinti und Roma in Schweden.[3]
- 2014: Xu Youyu, Philosophieprofessor für seinen Einsatz für Demokratie und Redefreiheit in China.[4]
- 2015: Gideon Levy, israelischer Journalist, und Mitri Raheb, lutherischer Pastor in Bethlehem
- 2016: Spyridon Galinos, Bürgermeister in Lesbos und Giusi Nicolini, Bürgermeisterin in Lampedusa und Linosa
- 2017: Hédi Fried und Emerich Roth, Holocaust-Überlebende
- 2018: Daniel Ellsberg, Whistleblower
- 2019: John le Carré, Schriftsteller[5]
- 2020: Black Lives Matter Global Network Foundation
- 2021: Keine Verleihung, wegen COVID-Pandemie[6]
- 2022: Patricia Gualinga (ecuadorianische Indigenenaktivistin)
- 2023: Marta Tschumalo (ukrainische Frauenrechtsaktivistin), Eren Keskin (türkische Menschenrechtsaktivistin) und Narges Mohammadi (iranische Menschenrechtsaktivistin)
- 2024: Bellingcat (international tätiges Recherchenetzwerk)[7]
- 2025: Utøya[8]